# Marduk-nadin-ahhe
Marduk-nadin-ahhê est le sixième roi de la seconde dynastie d'Isin qui régna sur Babylone. Il semble avoir régné pendant dix-huit ans vers 1100-1083 av. J.-C. Il succède à son neveu Enlil-nãdin-apli Ier. Son successeur est Marduk-sãpik-zêri. Son territoire comprend entre autres Ur, Râpiqum et s'étend jusqu'au Zab.

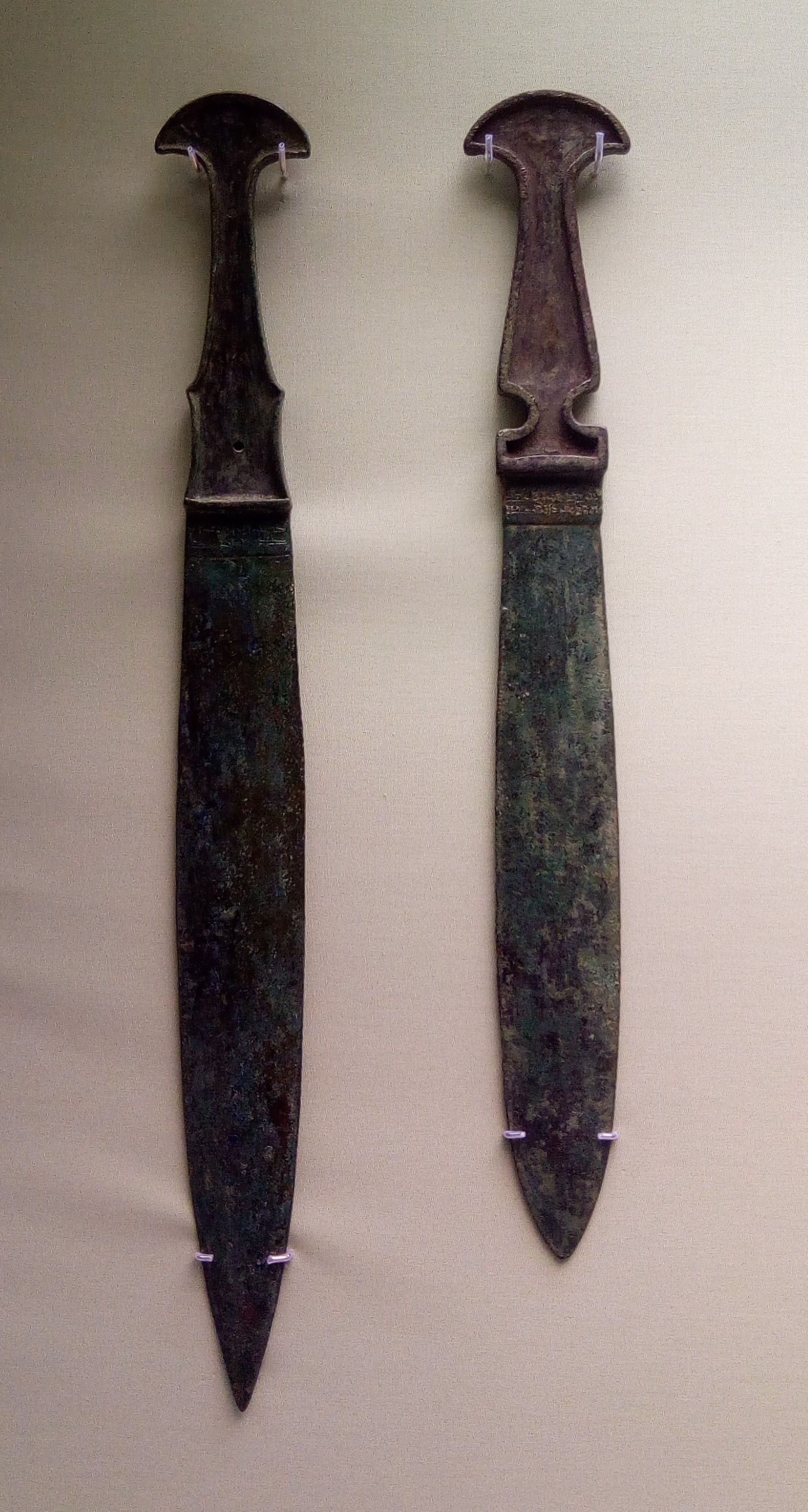
Épées courtes en bronze mises au jour au Luristan (Iran) ; celle de gauche est inscrite au nom de Marduk-nadin-ahhe, celle de droite au nom d'un de ses officiers militaires. British Museum.

La seule construction qui lui est connu est la restauration d'un des principaux temples d'Ur.
Sa titulature complète comprend au moins les titres suivants :
- Roi.
- Roi de Babylone.
- Roi de Sumer.
- Roi de Sumer et d'Akkad.
- Roi du Monde.
- Roi d'Ur.
- Roi d'Akkad.
- Roi de Karduniash.

Tout au long de son règne, il paraît avoir lutté contre les Assyriens. Il connaît d'abord un important succès sur les Assyriens qui lui permet de s'emparer des statues des dieux Adad et Shala à Ekallatum. Ce ne sera que vers sa treizième année au pouvoir que la tendance s'inverse et Teglath-Phalasar Ier réussit à lancer un raid sur Babylone où il brûle notamment le palais. Ensuite, Marduk-nãdin-ahhê disparaît lors d'une campagne, probablement perdue, contre les Araméens.